# Сезар (кинопремия, 2011)
36-я церемония вручения наград премии «Сезар» за заслуги в области французского кинематографа за 2010 год состоялась 25 февраля 2011 года в театре «Шатле» (Париж, Франция). Номинанты были объявлены 21 января 2011 года. Церемония транслировалась в прямом эфире на канале Canal+, была проведена под председательством американской актрисы Джоди Фостер, её ведущим в шестой раз выступил актёр Антуан де Кон.
Наибольшее число наград досталось политическому триллеру Романа Полански «Призрак», забравшему четыре награды (из восьми номинаций), в том числе призы за лучшую режиссуру и лучший сценарий-адаптацию. Лучшим фильмом года была признана драматическая лента «О людях и богах», режиссёра Ксавье Бовуа, получившая в этом году наибольшее количество номинаций (11).
Почётной «Сезар» был вручён американскому режиссёру, сценаристу, актёру и продюсеру Квентину Тарантино. Роман Полански (отмеченный в этом году двумя личными наградами — за режиссуру и сценарий), получивший своего третьего «Сезара» в режиссёрской номинации, тем самым стал единоличным лидером по количеству наград в этой категории.

## Список лауреатов и номинантов
Количество наград/номинаций:
- 3/11: «О людях и богах»
- 4/8: «Призрак»
- 3/8: «Генсбур. Любовь хулигана»
- 1/7: «Принцесса де Монпансье»
- 0/7: «Турне»
- 0/5: «Сердцеед»
- 2/4: «Имена людей»
- 0/4: «Отчаянная домохозяйка»
- 1/3: «Кусочки льда» / «Карлос» / «Всё то, что сверкает» / «Океаны»
- 0/3: «Последний Мамонт Франции» / «Дерево»
- 1/2: «Необычайные приключения Адель» / «Логорама»
- 0/2: «Человек, который хотел оставаться собой» / «Маленькие секреты» / «Bus Palladium» / «Любовь и свежая вода»
- 1/1: «Иллюзионист» / «Социальная сеть»

### Основные категории
• Победители выделены отдельным цветом. 
| Категории                                         | Лауреаты и номинанты | Лауреаты и номинанты | Лауреаты и номинанты |
| ------------------------------------------------- | --- | --- | --- |
| Лучший фильм                                      | • О людях и богах / Des hommes et des dieux (продюсеры: Паскаль Кочето, Грегуар Сорла, Этьен Комар; режиссёр: Ксавье Бовуа)                                    | • О людях и богах / Des hommes et des dieux (продюсеры: Паскаль Кочето, Грегуар Сорла, Этьен Комар; режиссёр: Ксавье Бовуа) | • О людях и богах / Des hommes et des dieux (продюсеры: Паскаль Кочето, Грегуар Сорла, Этьен Комар; режиссёр: Ксавье Бовуа) |
| Лучший фильм                                      | • Сердцеед / L'Arnacœur (продюсеры: Николя Дюваль Адассовски, Янн Зену, Лоран Зейтун; режиссёр: Паскаль Шомей)                                                 | | |
| Лучший фильм                                      | • Генсбур. Любовь хулигана / Gainsbourg (Vie héroïque) (продюсеры: Марк дю Понтавис, Дидье Люпфер; режиссёр: Жоанн Сфар)                                       | | |
| Лучший фильм                                      | • Последний Мамонт Франции / Mammuth (продюсеры: Жан-Пьер Герен, Бенуа Делепин, Гюстав Керверн; режиссёры: Бенуа Делепин, Гюстав Керверн)                      | | |
| Лучший фильм                                      | • Имена людей / Le Nom des gens (продюсеры: Каролин Адриан, Антуан Рейн, Фабрис Гольдштейн; режиссёр: Мишель Леклерк)                                          | | |
| Лучший фильм                                      | • Призрак / The Ghost Writer (продюсеры: Робер Бенмусса, Ален Сард; режиссёр: Роман Полански)                                                                  | | |
| Лучший фильм                                      | • Турне / Tournée (продюсеры: Летиция Гонсалес, Яэль Фогель; режиссёр: Матьё Амальрик)                                                                         | | |
| Лучшая режиссура                                  | | • Роман Полански — «Призрак»                                                                                                | • Роман Полански — «Призрак»                                                                                                |
| Лучшая режиссура                                  | • Бертран Блие — «Кусочки льда» | | |
| Лучшая режиссура                                  | • Оливье Ассаяс — «Карлос» (фильм) | | |
| Лучшая режиссура                                  | • Ксавье Бовуа — «О людях и богах» | | |
| Лучшая режиссура                                  | • Матьё Амальрик — «Турне» | | |
| Лучший актёр                                      | | • Эрик Эльмоснино — «Генсбур. Любовь хулигана» (за роль Сержа Генсбура)                                                     | • Эрик Эльмоснино — «Генсбур. Любовь хулигана» (за роль Сержа Генсбура)                                                     |
| Лучший актёр                                      | • Жерар Депардьё — «Последний Мамонт Франции» (за роль Сержа Пилардосса)                                                                                       | | |
| Лучший актёр                                      | • Ромен Дюрис — «Сердцеед» (за роль Алекса Липпи) | | |
| Лучший актёр                                      | • Жак Гамблен — «Имена людей» (за роль Артюра Мартена) | | |
| Лучший актёр                                      | • Ламбер Вильсон — «О людях и богах» (за роль Кристиана) | | |
| Лучшая актриса                                    | | • Сара Форестье — «Имена людей» (за роль Баии Бенмахмуд)                                                                    | • Сара Форестье — «Имена людей» (за роль Баии Бенмахмуд)                                                                    |
| Лучшая актриса                                    | • Изабель Карре — «Анонимные романтики» (за роль Анжелики Деланж)                                                                                              | | |
| Лучшая актриса                                    | • Катрин Денёв — «Отчаянная домохозяйка» (за роль Сюзанн Пюжоль)                                                                                               | | |
| Лучшая актриса                                    | • Шарлотта Генсбур — «Дерево» (за роль Дон О’Нейл) | | |
| Лучшая актриса                                    | • Кристин Скотт Томас — «Её зовут Сара» (фр.) (за роль Джулии Джермонд)                                                                                        | | |
| Лучший актёр второго плана                        | | • Майкл Лонсдейл — «О людях и богах» (за роль Люка)                                                                         | • Майкл Лонсдейл — «О людях и богах» (за роль Люка)                                                                         |
| Лучший актёр второго плана                        | • Нильс Ареструп — «Человек, который хотел оставаться собой» (за роль Бартоломью)                                                                              | | |
| Лучший актёр второго плана                        | • Франсуа Дамьен — «Сердцеед» (за роль Марка) | | |
| Лучший актёр второго плана                        | • Жиль Леллуш — «Маленькие секреты» (за роль Эрика) | | |
| Лучший актёр второго плана                        | • Оливье Рабурден (фр.) — «О людях и богах» (за роль Кристофа)                                                                                                 | | |
| Лучшая актриса второго плана                      | | • Анн Альваро — «Кусочки льда» (за роль Луизы)                                                                              | • Анн Альваро — «Кусочки льда» (за роль Луизы)                                                                              |
| Лучшая актриса второго плана                      | • Валери Боннетон — «Маленькие секреты» (за роль Вероники Кантары)                                                                                             | | |
| Лучшая актриса второго плана                      | • Летиция Каста — «Генсбур. Любовь хулигана» (за роль Брижит Бардо)                                                                                            | | |
| Лучшая актриса второго плана                      | • Жюли Ферье (фр.) — «Сердцеед» (за роль Мелани) | | |
| Лучшая актриса второго плана                      | • Карин Виар — «Отчаянная домохозяйка» (за роль Надеж Дюмулен)                                                                                                 | | |
| Самый многообещающий актёр                        | | • Эдгар Рамирес — «Карлос» (за роль Ильича Рамиреса Санчеса («Карлоса»))                                                    | • Эдгар Рамирес — «Карлос» (за роль Ильича Рамиреса Санчеса («Карлоса»))                                                    |
| Самый многообещающий актёр                        | • Артюр Дюпон — «Bus Palladium» (фр.) (за роль Маню) | | |
| Самый многообещающий актёр                        | • Грегуар Лепренс-Ренге — «Принцесса де Монпансье» (за роль Филиппа де Монпансье)                                                                              | | |
| Самый многообещающий актёр                        | • Пио Мармай (фр.) — «Любовь и свежая вода» (фр.) (за роль Бена)                                                                                               | | |
| Самый многообещающий актёр                        | • Рафаэль Персонас — «Принцесса де Монпансье» (за роль герцога Анжуйского)                                                                                     | | |
| Самая многообещающая актриса                      | | • Лейла Бехти — «Всё то, что сверкает» (за роль Лилы)                                                                       | • Лейла Бехти — «Всё то, что сверкает» (за роль Лилы)                                                                       |
| Самая многообещающая актриса                      | • Анаис Демустье — «Любовь и свежая вода» (за роль Жюли) | | |
| Самая многообещающая актриса                      | • Одри Лами (фр.) — «Всё то, что сверкает» (за роль Кароль) | | |
| Самая многообещающая актриса                      | • Леа Сейду — «Прекрасная заноза» (фр.) (за роль Прюденс Фридманн)                                                                                             | | |
| Самая многообещающая актриса                      | • Яхима Торрес (исп.) — «Чёрная Венера» (за роль Саарти Бартман)                                                                                               | | |
| Лучший оригинальный сценарий                      | | • Байа Касми (фр.), Мишель Леклерк (фр.) — «Имена людей»                                                                    | |
| Лучший оригинальный сценарий                      | • Бертран Блие — «Кусочки льда» | | |
| Лучший оригинальный сценарий                      | • Этьен Комар (фр.), Ксавье Бовуа — «О людях и богах» | | |
| Лучший оригинальный сценарий                      | • Бенуа Делепин (фр.), Гюстав Керверн (фр.) — «Последний Мамонт Франции»                                                                                       | | |
| Лучший оригинальный сценарий                      | • Матьё Амальрик, Филипп Ди Фолько (фр.), Марсело Новаи Телес (фр.), Рафаэлла Вальбрун-Деплешен (фр.) — «Турне»                                                | | |
| Лучший адаптированный сценарий                    | | • Роберт Харрис, Роман Полански — «Призрак»                                                                                 | |
| Лучший адаптированный сценарий                    | • Жюли Бертуччелли — «Дерево» | | |
| Лучший адаптированный сценарий                    | • Эрик Лартиго (фр.), Лоран де Бартилья (фр.) — «Человек, который хотел оставаться собой»                                                                      | | |
| Лучший адаптированный сценарий                    | • Франсуа Озон — «Отчаянная домохозяйка» | | |
| Лучший адаптированный сценарий                    | • Жан Космо (фр.), Франсуа-Оливье Руссо (фр.), Бертран Тавернье — «Принцесса де Монпансье»                                                                     | | |
| Лучшая музыка к фильму                            | | • Александр Деспла — «Призрак»                                                                                              | • Александр Деспла — «Призрак»                                                                                              |
| Лучшая музыка к фильму                            | • Грегуар Этзель — «Дерево» | | |
| Лучшая музыка к фильму                            | • Ярол Попад (фр.) — «Bus Palladium» | | |
| Лучшая музыка к фильму                            | • Дэльфина Мантуле и Тони Гатлиф — «Сам по себе» | | |
| Лучшая музыка к фильму                            | • Брюно Куле — «Океаны» | | |
| Лучшая музыка к фильму                            | • Филипп Сард — «Принцесса де Монпансье» | | |
| Лучший монтаж                                     | • Эрве де Люз (фр.) — «Призрак» | • Эрве де Люз (фр.) — «Призрак»                                                                                             | • Эрве де Люз (фр.) — «Призрак»                                                                                             |
| Лучший монтаж                                     | • Люк Барнье (фр.) — «Карлос» | | |
| Лучший монтаж                                     | • Мари-Жюли Майе — «О людях и богах» | | |
| Лучший монтаж                                     | • Марилин Монтье — «Генсбур. Любовь хулигана» | | |
| Лучший монтаж                                     | • Аннетт Дютертри (фр.) — «Турне» | | |
| Лучшая работа оператора                           | • Каролина Шанпетье — «О людях и богах» | • Каролина Шанпетье — «О людях и богах»                                                                                     | • Каролина Шанпетье — «О людях и богах»                                                                                     |
| Лучшая работа оператора                           | • Гийом Шиффман — «Генсбур. Любовь хулигана» | | |
| Лучшая работа оператора                           | • Брюно де Кейзер — «Принцесса де Монпансье» | | |
| Лучшая работа оператора                           | • Павел Эдельман — «Призрак» | | |
| Лучшая работа оператора                           | • Кристоф Бокарн — «Турне» | | |
| Лучшие декорации                                  | • Юг Тиссандье (фр.) — «Необычайные приключения Адель» | • Юг Тиссандье (фр.) — «Необычайные приключения Адель»                                                                      | • Юг Тиссандье (фр.) — «Необычайные приключения Адель»                                                                      |
| Лучшие декорации                                  | • Мишель Бартелеми (фр.) — «О людях и богах» | | |
| Лучшие декорации                                  | • Кристиан Марти (фр.) — «Генсбур. Любовь хулигана» | | |
| Лучшие декорации                                  | • Ги-Клод Франсуа (фр.) — «Принцесса де Монпансье» | | |
| Лучшие декорации                                  | • Альбрехт Конрад (нем.) — «Призрак» | | |
| Лучшие костюмы                                    | • Каролин де Вивэз (фр.) — «Принцесса де Монпансье» | • Каролин де Вивэз (фр.) — «Принцесса де Монпансье»                                                                         | • Каролин де Вивэз (фр.) — «Принцесса де Монпансье»                                                                         |
| Лучшие костюмы                                    | • Оливье Берио (фр.) — «Необычайные приключения Адель» | | |
| Лучшие костюмы                                    | • Мариэль Робо — «О людях и богах» | | |
| Лучшие костюмы                                    | • Паскалин Шаванн — «Отчаянная домохозяйка» | | |
| Лучшие костюмы                                    | • Алексия Крисп-Джонс — «Турне» | | |
| Лучший звук                                       | • Даниэль Собрино, Жан Гудье, Сирил Хольц — «Генсбур. Любовь хулигана»                                                                                         | • Даниэль Собрино, Жан Гудье, Сирил Хольц — «Генсбур. Любовь хулигана»                                                      | • Даниэль Собрино, Жан Гудье, Сирил Хольц — «Генсбур. Любовь хулигана»                                                      |
| Лучший звук                                       | • Жан Жак Ферран, Венсан Гийон, Эрик Боннар — «О людях и богах»                                                                                                | | |
| Лучший звук                                       | • Филипп Барбо, Жером Вишак, Флоран Лавалле — «Океаны» | | |
| Лучший звук                                       | • Жан-Мари Блондель, Тома Дежонкер, Дин Хамфрис — «Призрак» | | |
| Лучший звук                                       | • Оливье Мовезен, Северин Фаврию, Стефан Тибо — «Турне» | | |
| Лучший дебютный фильм (фр. Meilleur premier film) | • Генсбур. Любовь хулигана / Gainsbourg (Vie héroïque) (режиссёр: Жоанн Сфар; продюсеры: Марк дю Понтавис, Дидье Люпфер)                                       | • Генсбур. Любовь хулигана / Gainsbourg (Vie héroïque) (режиссёр: Жоанн Сфар; продюсеры: Марк дю Понтавис, Дидье Люпфер)    | • Генсбур. Любовь хулигана / Gainsbourg (Vie héroïque) (режиссёр: Жоанн Сфар; продюсеры: Марк дю Понтавис, Дидье Люпфер)    |
| Лучший дебютный фильм (фр. Meilleur premier film) | • Сердцеед / L'Arnacœur (режиссёр: Паскаль Шомей; продюсеры: Николя Дюваль Адассовски, Янн Зену, Лоран Зейтун)                                                 | | |
| Лучший дебютный фильм (фр. Meilleur premier film) | • Симон Вернер исчез… / Simon Werner a disparu... (режиссёр: Фабрис Гобер; продюсеры: Марк-Антуан Робер, Ксавье Риго)                                          | | |
| Лучший дебютный фильм (фр. Meilleur premier film) | • Козёл отпущения / Tête de turc (режиссёр: Паскаль Эльбе; продюсер: Патрик Годо)                                                                              | | |
| Лучший дебютный фильм (фр. Meilleur premier film) | • Всё то, что сверкает / Tout ce qui brille (режиссёры: Жеральдин Накаш, Эрве Мимран; продюсеры: Айса Джабри, Фарид Лахуасса)                                  | | |
| Лучший анимационный фильм                         | • Иллюзионист / L'Illusionniste (реж. Сильвен Шоме; продюсер: Марк Лакан)                                                                                      | • Иллюзионист / L'Illusionniste (реж. Сильвен Шоме; продюсер: Марк Лакан)                                                   | • Иллюзионист / L'Illusionniste (реж. Сильвен Шоме; продюсер: Марк Лакан)                                                   |
| Лучший анимационный фильм                         | • Артур и война двух миров / Arthur 3: la guerre des deux mondes (режиссёр и продюсер Люк Бессон)                                                              | | |
| Лучший анимационный фильм                         | • Человек в голубом Гордини / L'Homme à la Gordini (реж. Жан-Кристоф Ли; продюсеры: Валери Шерманн, Кристоф Янкович)                                           | | |
| Лучший анимационный фильм                         | • Кошачья жизнь / Une vie de chat (реж. Жан-Лу Фелисиоли, Ален Ганьоль; продюсер: Жак-Реми Жирер)                                                              | | |
| Лучший анимационный фильм                         | • Логорама / Logorama (реж. Франсуа Ало, Эрве де Креси, Людовик Уплен; продюсер: Николя Шмеркин)                                                               | | |
| Лучший документальный фильм                       | • Океаны / Ωcéans (реж. Жак Перрен, Жак Клюзо; продюсеры: Жак Перрен, Николя Моверне)                                                                          | • Океаны / Ωcéans (реж. Жак Перрен, Жак Клюзо; продюсеры: Жак Перрен, Николя Моверне)                                       | • Океаны / Ωcéans (реж. Жак Перрен, Жак Клюзо; продюсеры: Жак Перрен, Николя Моверне)                                       |
| Лучший документальный фильм                       | • Бенда Билили! / Benda Bilili! (реж. Флоран де Ла Тюйайе, Рено Баррет; продюсеры: Ив Шанвийяр, Надим Шейкруа, Флоран де Ла Тюйайе, Рено Баррет)               | | |
| Лучший документальный фильм                       | • Кливленд против Уолл-стрит / Cleveland contre Wall Street (реж. Жан-Стефан Брон; продюсер: Филипп Мартен)                                                    | | |
| Лучший документальный фильм                       | • В наших руках / Entre nos mains (реж. Мариана Отеро; продюсер: Дэни Фрейд)                                                                                   | | |
| Лучший документальный фильм                       | • Ив Сен-Лоран — Пьер Берже: Сумасшедшая любовь / Yves Saint Laurent - Pierre Bergé, l'amour fou (реж. Пьер Торретон, продюсеры: Кристина Ларсен, Юг Шарбонно) | | |
| Лучший короткометражный фильм                     | • Логорама / Logorama (реж. Франсуа Ало, Эрве де Креси, Людовик Уплен; продюсер: Николя Шмеркин)                                                               | • Логорама / Logorama (реж. Франсуа Ало, Эрве де Креси, Людовик Уплен; продюсер: Николя Шмеркин)                            | • Логорама / Logorama (реж. Франсуа Ало, Эрве де Креси, Людовик Уплен; продюсер: Николя Шмеркин)                            |
| Лучший короткометражный фильм                     | • Месье аббат / Monsieur l'Abbé (реж. Бландин Ленуар; продюсер: Николя Бревьер)                                                                                | | |
| Лучший короткометражный фильм                     | • Маленький портной / Petit Tailleur (реж. Луи Гаррель; продюсер: Матьё Бомпуан)                                                                               | | |
| Лучший короткометражный фильм                     | • Общественный транспорт / Un transport en commun (реж. Диана Гайе; продюсеры: Арно Доммерк, Франк Чокетти)                                                    | | |
| Лучший короткометражный фильм                     | • Шлюха и цыплёнок / Une pute et un poussin (реж. Клеман Мишель; продюсеры: Тома Вераг, Ален Бенгиги)                                                          | | |
| Лучший иностранный фильм                          | • Социальная сеть / The Social Network (США, реж. Дэвид Финчер)                                                                                                | • Социальная сеть / The Social Network (США, реж. Дэвид Финчер)                                                             | • Социальная сеть / The Social Network (США, реж. Дэвид Финчер)                                                             |
| Лучший иностранный фильм                          | • Воображаемая любовь / Les amours imaginaires (Канада, реж. Ксавье Долан)                                                                                     | | |
| Лучший иностранный фильм                          | • Яркая звезда / Bright Star (Великобритания, Австралия, реж. Джейн Кэмпион)                                                                                   | | |
| Лучший иностранный фильм                          | • Тайна в его глазах / El secreto de sus ojos (Аргентина, Испания, реж. Хуан Хосе Кампанелья)                                                                  | | |
| Лучший иностранный фильм                          | • Нелегал / Illégal (Бельгия, Люксембург, Франция, реж. Оливье Массе-Депасс)                                                                                   | | |
| Лучший иностранный фильм                          | • Начало / Inception (США, Великобритания, реж. Кристофер Нолан)                                                                                               | | |
| Лучший иностранный фильм                          | • Непокорённый / Invictus (США, реж. Клинт Иствуд) | | |

### Специальные награды
| Почётный «Сезар»                                                       |  | • Квентин Тарантино                                                 |
| Приз имени Даниэля Тоскана дю Плантье (Prix Daniel Toscan du Plantier) |  | • Яэль Фогель (фр.) и Летиция Гонсалес (фр.) (Les Films du Poisson) |